# Sigmoidoskopia

Sigmoidoskopia – jest to badanie endoskopowe ostatnich 60–80 cm jelita grubego, czyli odbytnicy, esicy i części zstępnicy. Może pełnić zarówno funkcję diagnostyczną (stwierdzenie na powierzchni błony śluzowej owrzodzeń, polipów, guzów, deformacji, zmian naczyniowych, miejsc krwawienia), jak i terapeutyczną (zatamowanie przy użyciu lasera czynnego krwawienia). Sigmoidoskopia umożliwia pobranie wycinków do badania histopatologicznego.

## Wskazania
- przedłużająca się biegunka o niejasnej przyczynie
- krew w stolcu
- zmiana rytmu wypróżnień u osoby z dotychczasowym prawidłowym rytmem - stolce ołówkowate
- uczucie niepełnego wypróżnienia
- mimowolne oddawanie stolca
- ból w trakcie defekacji
- nieprawidłowości we wlewie doodbytniczym
- nawrót wrzodziejącego zapalenia jelita grubego

## Przeciwwskazania
- ostre stany zapalne jelita grubego
- ostre rozdęcie okrężnicy
- zapalenie otrzewnej
- niestabilna choroba wieńcowa
- niewydolność oddechowa
- niewydolność krążenia
- ciąża w II i III trymestrze
- zaburzenia krzepnięcia krwi

## Przygotowanie do zabiegu
Na dzień przed wykonaniem badania po zjedzeniu obiadu pacjent ma zakaz spożywania pokarmów stałych. Dozwolone są tylko płyny. Wieczorem albo rano następnego dnia wykonuje wlewkę doodbytniczą celem opróżnienia jelita. U pacjentów ze sztucznymi zastawkami serca, oraz po przebytym zapaleniu wsierdzia należy wdrożyć profilaktykę antybiotykową.

## Badanie
Pod znieczuleniem miejscowym, przez odbyt pacjenta leżącego na lewym boku do przewodu pokarmowego zostaje wprowadzony giętki aparat. Obraz przesyłany jest do monitora. W celu lepszego uwidocznienia ścian do światła jelita wprowadza się powietrze. Jeśli zachodzi taka potrzeba za pomocą specjalnych szczypczyków można pobrać wycinki do badania histopatologicznego.

## Możliwe powikłania
- krwawienie
- perforacja jelita (rzadko)